# Pleurobema hanleyianum
Pleurobema hanleyianum fue una especie de molusco bivalvo  de la familia Unionidae.

## Distribución geográfica
Fue  endémica de los  Estados Unidos.

## Hábitat
Su hábitat natural era: los ríos.